# ويليام باريديس
ويليام باريديس (بالإسبانية: William Paredes)‏ (9 سبتمبر 1985 بماردة في المكسيك - ) هو لاعب كرة قدم مكسيكي في مركز الدفاع. شارك مع منتخب المكسيك لكرة القدم. أما مع النوادي، فقد لعب مع نادي بويبلا ونادي تشياباس ونادي سان لويس ونادي مونتيري.

## وصلات خارجية
- ويليام باريديس على موقع قاعدة بيانات كرة القدم.إي يو (الإنجليزية)
- ويليام باريديس على موقع ناشيونال فوتبول تيمز (الإنجليزية)
- ويليام باريديس على موقع Soccerway.com (الإنجليزية)
- ويليام باريديس على موقع AS.com (الإسبانية)